# Zeugopterus

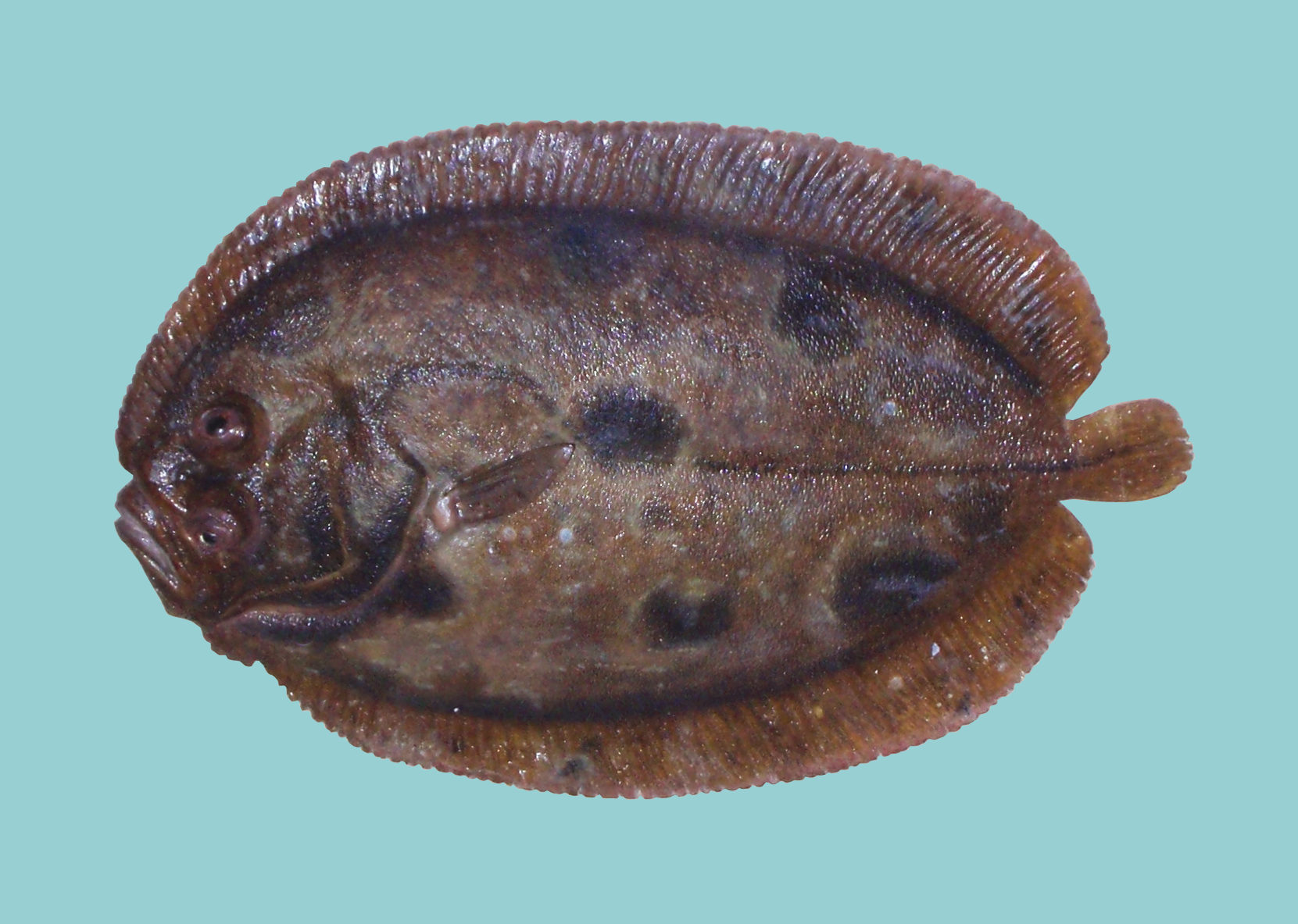
Z. punctatus

Zeugopterus è un genere di pesci ossei marini appartenenti alla famiglia Scophthalmidae.

## Distribuzione e habitat
Questo genere è endemico dell'Oceano Atlantico settentrionale. La specie Zeugopterus regius è presente nel mar Mediterraneo.
Vivono su fondi duri a profondità medie e basse..

## Specie
- Zeugopterus punctatus
- Zeugopterus regius